# Christian Walder
Christian Walder (ur. 31 sierpnia 1991) – austriacki narciarz alpejski.

## Kariera
Po raz pierwszy na arenie międzynarodowej pojawił się 1 grudnia 2007 roku w Cortina d’Ampezzo, gdzie w zawodach juniorskich zajął trzecie miejsce w gigancie. Nigdy nie startował na mistrzostwach świata juniorów.
W zawodach Pucharu Świata zadebiutował 18 grudnia 2015 roku w Val Gardena, gdzie nie ukończył supergiganta. Pierwsze pucharowe punkty zdobył 27 lutego 2016 roku w Hinterstoder, zajmując 29. miejsce w tej samej konkurencji. Pierwszy raz na podium zawodów pucharowych stanął 12 grudnia 2020 roku w Val d’Isère, kończąc rywalizację w supergigancie na trzeciej pozycji. Wyprzedzili go tylko Mauro Caviezel ze Szwajcarii i Adrian Smiseth Sejersted z Norwegii.
W 2021 roku wziął udział w mistrzostwach świata w Cortina d’Ampezzo, gdzie w swoim jedynym starcie nie ukończył supergiganta. Nie startował na igrzyskach olimpijskich.

## Osiągnięcia

### Mistrzostwa świata
| Miejsce | Dzień     | Rok  | Miejscowość       | Konkurencja | Czas zawodów | Strata | Zwycięzca          |
| ------- | --------- | ---- | ----------------- | ----------- | ------------ | ------ | ------------------ |
| DNF     | 11 lutego | 2021 | Cortina d’Ampezzo | Supergigant | 1:19,41      | -      | Vincent Kriechmayr |

### Puchar Świata

#### Miejsca w klasyfikacji generalnej
- sezon 2015/2016: 157.
- sezon 2016/2017: 76.
- sezon 2017/2018: 56.
- sezon 2018/2019: 57.
- sezon 2019/2020: 68.
- sezon 2020/2021: 58.
- sezon 2021/2022: 84.

#### Miejsca na podium w zawodach
1. Val d’Isère – 12 grudnia 2020 (supergigant) – 3. miejsce